# دتش دورمان
دتش دورمان (بالإنجليزية: Dutch Dorman)‏ هو لاعب كرة قاعدة أمريكي، ولد في 6 يونيو 1902، وتوفي في 5 أبريل 1988.